# فطريات غشائية المعدة
فطريات غشائية المعدة (الاسم العلمي: Hymenogastraceae)، فصيلة فطور من رتبة الغاريقونيات.